# Sericomyrmex radioheadi
Sericomyrmex radioheadi é uma espécie de formiga do gênero Sericomyrmex. Descrita por Ana Ješovnik e Ted R. Schultz em 2017, a espécie é endêmica da Amazônia venezuelana. A espécie recebeu o nome da banda britânica de rock Radiohead. Os membros femininos da espécie têm uma camada branca semelhante a um cristal cobrindo seus corpos, mas essa camada está ausente nos machos.